# Acácia Mate
Acácia Mate é uma velocista moçambicana. Competiu nos 800 metros femininos nas Olimpíadas de Verão de 1980. Foi a primeira mulher a representar Moçambique na modalidade de atletismo nos Jogos Olímpicos.